# Pictolejeunea
Pictolejeunea là một chi rêu trong họ Lejeuneaceae.